# États-Unis aux Jeux olympiques d'hiver de 1968
Cet article contient des informations sur la participation et les résultats des États-Unis aux Jeux olympiques d'hiver de 1968, qui ont eu lieu à Grenoble en France.

## Médailles
| Médaille | Nom               | Sport               | Épreuve             |
| -------- | ----------------- | ------------------- | ------------------- |
| Or       | Peggy Fleming     | Patinage artistique | Femmes              |
| Argent   | Tim Wood          | Patinage artistique | Hommes              |
| Argent   | Richard McDermott | Patinage de vitesse | 500 mètres hommes   |
| Argent   | Jennifer Fish     | Patinage de vitesse | 500 mètres femmes   |
| Argent   | Dianne Holum      | Patinage de vitesse | 500 mètres femmes   |
| Argent   | Mary Meyers       | Patinage de vitesse | 500 mètres femmes   |
| Bronze   | Dianne Holum      | Patinage de vitesse | 1 000 mètres femmes |

## Résultats

### Biathlon
| Épreuve | Athlète          | Temps             | Pénalités | Temps ajusté 1    | Rang |
| ------- | ---------------- | ----------------- | --------- | ----------------- | ---- |
| 20 km   | Jonathan Chaffee | 1 h 23 min 21 s 1 | 11        | 1 h 34 min 21 s 1 | 49   |
| 20 km   | Edward Williams  | 1 h 23 min 24 s 5 | 9         | 1 h 32 min 24 s 5 | 45   |
| 20 km   | Bill Spencer     | 1 h 20 min 17 s 7 | 10        | 1 h 30 min 17 s 7 | 37   |
| 20 km   | Ralph Wakley     | 1 h 22 min 32 s 9 | 5         | 1 h 27 min 32 s 9 | 27   |

| Athlètes                                                  | Manche    | Manche            | Manche |
| Athlètes                                                  | Manqués 2 | Temps             | Rang   |
| --------------------------------------------------------- | --------- | ----------------- | ------ |
| Ralph Wakley Edward Williams Bill Spencer John Ehrensbeck | 8         | 2 h 28 min 35 s 5 | 8      |

### Bobsleigh
| Traîneau | Athlètes                    | Épreuve    | Manche 1      | Manche 1 | Manche 2      | Manche 2 | Manche 3      | Manche 3 | Manche 4      | Manche 4 | Total         | Total |
| Traîneau | Athlètes                    | Épreuve    | Temps         | Rang     | Temps         | Rang     | Temps         | Rang     | Temps         | Rang     | Temps         | Rang  |
| -------- | --------------------------- | ---------- | ------------- | -------- | ------------- | -------- | ------------- | -------- | ------------- | -------- | ------------- | ----- |
| USA-1    | Paul Lamey Robert Huscher   | Bob à deux | 1 min 11 s 30 | 8        | 1 min 11 s 54 | 4        | 1 min 11 s 04 | 6        | 1 min 12 s 15 | 9        | 4 min 46 s 03 | 6     |
| USA-2    | Howard Clifton Michael Luce | Bob à deux | 1 min 12 s 10 | 14       | 1 min 12 s 18 | 10       | 1 min 11 s 88 | 9        | 1 min 13 s 15 | 15       | 4 min 49 s 31 | 11    |

| Traîneau | Athlètes                                            | Épreuve      | Manche 1      | Manche 1 | Manche 2      | Manche 2 | Total         | Total |
| Traîneau | Athlètes                                            | Épreuve      | Temps         | Rang     | Temps         | Rang     | Temps         | Rang  |
| -------- | --------------------------------------------------- | ------------ | ------------- | -------- | ------------- | -------- | ------------- | ----- |
| USA-1    | Bill Hickey Howard Clifton Michael Luce Paul Savage | Bob à quatre | 1 min 11 s 45 | 14       | 1 min 08 s 92 | 14       | 2 min 20 s 37 | 15    |
| USA-2    | Boris Said David Dunn Robert Crowley Phil Duprey    | Bob à quatre | 1 min 11 s 08 | 11       | 1 min 08 s 48 | 10       | 2 min 19 s 56 | 10    |

### Combiné nordique
Les deux épreuves sont du saut à ski avec un tremplin normal (Trois sauts, les deux meilleurs sont comptabilisés et montrés ici.) et une course de ski de fond de 15 km.
| Athlète    | Épreuve    | Saut à ski | Saut à ski | Saut à ski | Saut à ski | Ski de fond   | Ski de fond | Ski de fond | Total  | Total |
| Athlète    | Épreuve    | Distance 1 | Distance 2 | Points     | Rang       | Temps         | Points      | Rang        | Points | Rang  |
| ---------- | ---------- | ---------- | ---------- | ---------- | ---------- | ------------- | ----------- | ----------- | ------ | ----- |
| Tom Upham  | Individuel | 60,5 m     | 67,5 m     | 182,2      | 31         | 56 min 30 s 5 | 142,97      | 40          | 325,17 | 39    |
| John Bower | Individuel | 69,5 m     | 69,5 m     | 205,2      | 14         | 51 min 00 s 1 | 205,96      | 16          | 411,16 | 13    |
| Georg Krog | Individuel | 73,0 m     | 74,0 m     | 212,2      | 11         | 53 min 55 s 9 | 171,56      | 33          | 383,76 | 22    |
| Jim Miller | Individuel | 67,5 m     | 67,5 m     | 171,6      | 35         | 50 min 56 s 0 | 206,78      | 15          | 378,38 | 26    |

### Hockey sur glace

#### Tour principal
| \| Rang \| Équipe \| PJ \| V \| D \| N \| BP \| BC \| Pts \| \| ---- \| -------------------- \| -- \| - \| - \| - \| -- \| -- \| --- \| \| 1 \| Union soviétique \| 7 \| 6 \| 1 \| 0 \| 48 \| 10 \| 12 \| \| 2 \| Tchécoslovaquie \| 7 \| 5 \| 1 \| 1 \| 33 \| 17 \| 11 \| \| 3 \| Canada \| 7 \| 5 \| 2 \| 0 \| 28 \| 15 \| 10 \| \| 4 \| Suède \| 7 \| 4 \| 2 \| 1 \| 23 \| 18 \| 9 \| \| 5 \| Finlande \| 7 \| 3 \| 3 \| 1 \| 17 \| 23 \| 7 \| \| 6 \| États-Unis \| 7 \| 2 \| 4 \| 1 \| 23 \| 28 \| 5 \| \| 7 \| Allemagne de l'Ouest \| 7 \| 1 \| 6 \| 0 \| 13 \| 39 \| 2 \| \| 8 \| Allemagne de l'Est \| 7 \| 0 \| 7 \| 0 \| 13 \| 48 \| 0 \| | Tchécoslovaquie – États-Unis 5-1 (1-1, 2-0, 2-0) Buteurs: Suchý, Havel, Jiřík, Hejma, Jiří Holík – Volmar. Arbitres: Dahlberg, Wiking (Suède) Suède – États-Unis 4-3 (0-0, 4-2, 0-1) Buteurs: Nilsson, Wickberg, Hedlund, Bengsston – Falkman, Lilyholm, Nanne. Arbitres: McEvoy, Kubinec (Canada) URSS – États-Unis 10-2 (6-0, 4-2, 0-0) Buteurs: Firsov 3, Blinov 2, Populanov 2, Kuzkin, Staršinov, Mojsejev – Ross, Morrison. Arbitres: Dahlberg (Suède), Kubinec (Canada) Canada – États-Unis 3-2 (1-2, 0-0, 2-0) Buteurs: Cadieux 2, Johnston – Pleau, Riutta. Arbitres: Snětkov, Seglin (URSS) États-Unis – Allemagne de l'Ouest 8-1 (2-1, 4-0, 2-0) Buteurs: Volmar 2, Ross, Morrison, Nanne, Pleau, Cunnoff, P. Hurley – Funk. Arbitres: McEvoy (Canada), Seglin (URSS) Allemagne de l'Est – États-Unis 4-6 (1-3, 1-1, 2-2) Buteurs: Fuchs 2, Karrenbauer 2 – Stordahl 2, P. Hurley 2, Volmar, Lilyholm. Arbitres: Kubinec (Canada), Seglin (URSS) États-Unis – Finlande 1-1 (1-1, 0-0, 0-0) Buteurs: Volmar – Wahlsten. Arbitres: Kubinec (Canada), Seglin (URSS) |    |   |   |   |    |    |     |
| Rang | Équipe | PJ | V | D | N | BP | BC | Pts |
| 1 | Union soviétique | 7  | 6 | 1 | 0 | 48 | 10 | 12  |
| 2 | Tchécoslovaquie | 7  | 5 | 1 | 1 | 33 | 17 | 11  |
| 3 | Canada | 7  | 5 | 2 | 0 | 28 | 15 | 10  |
| 4 | Suède | 7  | 4 | 2 | 1 | 23 | 18 | 9   |
| 5 | Finlande | 7  | 3 | 3 | 1 | 17 | 23 | 7   |
| 6 | États-Unis | 7  | 2 | 4 | 1 | 23 | 28 | 5   |
| 7 | Allemagne de l'Ouest | 7  | 1 | 6 | 0 | 13 | 39 | 2   |
| 8 | Allemagne de l'Est | 7  | 0 | 7 | 0 | 13 | 48 | 0   |

#### Meilleurs pointeurs
| Rang | Équipe        | PJ | B | A | Pts |
| ---- | ------------- | -- | - | - | --- |
| 8e   | Jack Morrison | 7  | 2 | 6 | 8   |

#### Effectif
Gardiens de but : Pat Rupp, Jim Logue.

Défenseurs : Robert Gaudreau, Paul Hurley, Louis Nanne, Bob Paradise, Bruce Riutta, Don Ross.

Attaquants : Herbert Brooks, John Cunniff, Jack Dale, Craig Falkman, Thomas Hurley, Leonard Lilyholm, Jack Morrison, Larry Pleau, Larry Stordahl, Doug Volmar.

Entraîneur : Murray Williamson.

### Luge
| Athlète      | Manche 1      | Manche 1 | Manche 2      | Manche 2 | Manche 3      | Manche 3 | Total         | Total |
| Athlète      | Temps         | Rang     | Temps         | Rang     | Temps         | Rang     | Temps         | Rang  |
| ------------ | ------------- | -------- | ------------- | -------- | ------------- | -------- | ------------- | ----- |
| Robin Partch | 1 min 30 s 36 | 47       | 59 s 78       | 28       | 59 s 53       | 25       | 3 min 29 s 67 | 46    |
| James Murray | 1 min 00 s 34 | 32       | 59 s 94       | 29       | 59 s 72       | 26       | 3 min 00 s 00 | 28    |
| Mike Hessel  | 1 min 00 s 00 | 29       | 1 min 00 s 46 | 32       | 1 min 00 s 16 | 29       | 3 min 00 s 62 | 30    |
| Kim Layton   | 59 s 73       | 27       | 59 s 45       | 23       | 59 s 46       | 24       | 2 min 58 s 64 | 26    |

| Athlètes                 | Manche 1     | Manche 1 | Manche 2 | Manche 2 | Total        | Total |
| Athlètes                 | Temps        | Rang     | Temps    | Rang     | Temps        | Rang  |
| ------------------------ | ------------ | -------- | -------- | -------- | ------------ | ----- |
| Mike Hessel Jim Moriarty | Non partants | –        | –        | –        | Non partants | –     |

#### Femmes
| Athlète                      | Manche 1 | Manche 1 | Manche 2 | Manche 2 | Manche 3 | Manche 3 | Total         | Total |
| Athlète                      | Temps    | Rang     | Temps    | Rang     | Temps    | Rang     | Temps         | Rang  |
| ---------------------------- | -------- | -------- | -------- | -------- | -------- | -------- | ------------- | ----- |
| Ellen Williams               | 51 s 67  | 16       | 51 s 09  | 16       | 52 s 39  | 19       | 2 min 35 s 15 | 16    |
| Sheila Johansen              | 51 s 21  | 15       | 51 s 90  | 19       | 52 s 36  | 18       | 2 min 35 s 47 | 17    |
| Kathleen Ann Roberts-Homstad | 50 s 62  | 12       | 51 s 04  | 15       | 51 s 94  | 15       | 2 min 33 s 60 | 14    |

### Patinage artistique
| Athlète              | FI | PL | Points | Places | Rang |
| -------------------- | -- | -- | ------ | ------ | ---- |
| John Misha Petkevich | 8  | 4  | 1806,2 | 56     | 6    |
| Gary Visconti        | 6  | 5  | 1810,2 | 52     | 5    |
| Tim Wood             | 2  | 3  | 1891,6 | 17     | 2    |

| Athlète         | FI | PL | Points | Places | Rang |
| --------------- | -- | -- | ------ | ------ | ---- |
| Janet Lynn      | 14 | 6  | 1698,7 | 90     | 9    |
| Albertina Noyes | 5  | 7  | 1797,3 | 40     | 4    |
| Peggy Fleming   | 1  | 1  | 1970,5 | 9      | 1    |

| Athlètes                         | PC | PL | Points | Places | Rang |
| -------------------------------- | -- | -- | ------ | ------ | ---- |
| JoJo Starbuck Kenneth Shelley    | 14 | 12 | 276,0  | 121    | 13   |
| Sandi Sweitzer Roy Wagelein      | 8  | 6  | 294,5  | 64,5   | 7    |
| Cynthia Kauffman Ronald Kauffman | 5  | 7  | 297,0  | 58     | 6    |

### Patinage de vitesse
| Épreuve  | Athlète           | Course        | Course |
| Épreuve  | Athlète           | Temps         | Rang   |
| -------- | ----------------- | ------------- | ------ |
| 500 m    | Tom Gray          | 41 s 6        | 21     |
| 500 m    | John Wurster      | 40 s 7        | 5      |
| 500 m    | Neil Blatchford   | 40 s 7        | 5      |
| 500 m    | Richard McDermott | 40 s 5        | 2      |
| 1 500 m  | Roger Capan       | 2 min 13 s 6  | 34     |
| 1 500 m  | Bill Lanigan      | 2 min 11 s 7  | 24     |
| 1 500 m  | Wayne LeBombard   | 2 min 11 s 2  | 23     |
| 1 500 m  | Richard Wurster   | 2 min 08 s 4  | 19     |
| 5 000 m  | Wayne LeBombard   | 8 min 03 s 8  | 28     |
| 5 000 m  | Bill Cox          | 7 min 58 s 1  | 25     |
| 5 000 m  | Bill Lanigan      | 7 min 57 s 7  | 24     |
| 10 000 m | Bill Cox          | 17 min 08 s 2 | 25     |
| 10 000 m | Bill Lanigan      | 16 min 50 s 1 | 21     |

| Épreuve | Athlète           | Course       | Course |
| Épreuve | Athlète           | Temps        | Rang   |
| ------- | ----------------- | ------------ | ------ |
| 500 m   | Mary Meyers       | 46 s 3       | 2      |
| 500 m   | Dianne Holum      | 46 s 3       | 2      |
| 500 m   | Jennifer Fish     | 46 s 3       | 2      |
| 1 000 m | Jennifer Fish     | 1 min 38 s 4 | 23     |
| 1 000 m | Jeanne Ashworth   | 1 min 34 s 7 | 7      |
| 1 000 m | Dianne Holum      | 1 min 33 s 4 | 3      |
| 1 500 m | Jeanne Omelenchuk | 2 min 35 s 5 | 25     |
| 1 500 m | Jeanne Ashworth   | 2 min 30 s 3 | 16     |
| 1 500 m | Dianne Holum      | 2 min 28 s 5 | 13     |
| 3 000 m | Toy Dorgan        | 5 min 17 s 6 | 14     |
| 3 000 m | Jeanne Omelenchuk | 5 min 14 s 9 | 11     |
| 3 000 m | Jeanne Ashworth   | 5 min 14 s 0 | 10     |

### Saut à ski
| Athlète      | Épreuve         | Saut 1   | Saut 1 | Saut 2   | Saut 2 | Total  | Total |
| Athlète      | Épreuve         | Distance | Points | Distance | Points | Points | Rang  |
| ------------ | --------------- | -------- | ------ | -------- | ------ | ------ | ----- |
| Jay Rand     | Tremplin normal | 70,0 m   | 85,8   | 70,5 m   | 92,6   | 178,4  | 42    |
| Adrian Watt  | Tremplin normal | 71,0 m   | 86,9   | 68,0 m   | 87,1   | 174,0  | 44    |
| Bill Bakke   | Tremplin normal | 69,5 m   | 90,0   | 70,0 m   | 90,8   | 180,8  | 40    |
| John Balfanz | Tremplin normal | 72,5 m   | 97,8   | 68,5 m   | 91,9   | 189,7  | 33    |
| Jay Martin   | Grand tremplin  | 85,0 m   | 81,4   | 85,0 m   | 82,4   | 163,8  | 43    |
| John Balfanz | Grand tremplin  | 84,5 m   | 83,7   | 85,5 m   | 86,1   | 169,8  | 42    |
| Bill Bakke   | Grand tremplin  | 90,5 m   | 90,1   | 87,5 m   | 85,4   | 175,5  | 34    |
| Jay Rand     | Grand tremplin  | 90,0 m   | 90,9   | 86,0 m   | 83,8   | 174,7  | 35    |

### Ski alpin

#### Hommes
| Athlète                | Épreuve      | Manche 1      | Manche 1 | Manche 2      | Manche 2 | Total           | Total |
| Athlète                | Épreuve      | Temps         | Rang     | Temps         | Rang     | Temps           | Rang  |
| ---------------------- | ------------ | ------------- | -------- | ------------- | -------- | --------------- | ----- |
| Jim Barrows            | Descente     |               |          |               |          | N'a pas terminé | –     |
| Jere Elliott           | Descente     |               |          |               |          | N'a pas terminé | –     |
| Dennis McCoy           | Descente     |               |          |               |          | 2 min 04 s 82   | 21    |
| Billy Kidd             | Descente     |               |          |               |          | 2 min 03 s 40   | 18    |
| Rick Chaffee           | Slalom géant | 1 min 46 s 44 | 13       | 1 min 49 s 75 | 14       | 3 min 36 s 19   | 15    |
| Wladimir Spider Sabich | Slalom géant | 1 min 46 s 34 | 12       | 1 min 49 s 81 | 15       | 3 min 36 s 15   | 14    |
| Billy Kidd             | Slalom géant | 1 min 45 s 91 | 8        | 1 min 46 s 46 | 1        | 3 min 32 s 37   | 5     |
| Jimmy Heuga            | Slalom géant | 1 min 45 s 46 | 7        | 1 min 48 s 43 | 9        | 3 min 33 s 89   | 10    |

#### Slalom hommes
| Athlète                | Manche 1 | Manche 1   | Manche 2 | Manche 2 | Finale          | Finale | Finale         | Finale | Finale          | Finale |
| Athlète                | Temps    | Rang       | Temps    | Rang     | Temps Manche 1  | Rang   | Temps Manche 2 | Rang   | Total           | Rang   |
| ---------------------- | -------- | ---------- | -------- | -------- | --------------- | ------ | -------------- | ------ | --------------- | ------ |
| Billy Kidd             | 53 s 37  | 1 Qualifié | –        | –        | N'a pas terminé | –      | –              | –      | N'a pas terminé | –      |
| Rick Chaffee           | 54 s 28  | 1 Qualifié | –        | –        | 49 s 95         | 10     | 51 s 24        | 10     | 1 min 41 s 19   | 9      |
| Jimmy Heuga            | 52 s 34  | 1 Qualifié | –        | –        | 49 s 96         | 11     | 51 s 01        | 9      | 1 min 40 s 97   | 7      |
| Wladimir Spider Sabich | 53 s 52  | 2 Qualifié | –        | –        | 49 s 75         | 4      | 50 s 74        | 7      | 1 min 40 s 49   | 5      |

#### Femmes
| Athlète          | Épreuve      | Manche 1     | Manche 1 | Manche 2     | Manche 2 | Total         | Total |
| Athlète          | Épreuve      | Temps        | Rang     | Temps        | Rang     | Temps         | Rang  |
| ---------------- | ------------ | ------------ | -------- | ------------ | -------- | ------------- | ----- |
| Suzy Chaffee     | Descente     |              |          |              |          | 1 min 48 s 50 | 28    |
| Sandy Shellworth | Descente     |              |          |              |          | 1 min 46 s 53 | 21    |
| Kiki Cutter      | Descente     |              |          |              |          | 1 min 44 s 94 | 17    |
| Wendy Allen      | Slalom géant |              |          |              |          | 2 min 00 s 03 | 22    |
| Kiki Cutter      | Slalom géant |              |          |              |          | 1 min 59 s 52 | 21    |
| Suzy Chaffee     | Slalom géant |              |          |              |          | 1 min 58 s 38 | 17    |
| Judy Nagel       | Slalom géant |              |          |              |          | 1 min 57 s 39 | 12    |
| Kiki Cutter      | Slalom       | Disqualifiée | –        | –            | –        | Disqualifiée  | –     |
| Rosie Fortna     | Slalom       | Disqualifiée | –        | –            | –        | Disqualifiée  | –     |
| Wendy Allen      | Slalom       | Disqualifiée | -        | –            | –        | Disqualifiée  | –     |
| Judy Nagel       | Slalom       | 40 s 19      | 1        | Disqualifiée | –        | Disqualifiée  | –     |

### Ski de fond
| Épreuve | Athlète         | Course            | Course |
| Épreuve | Athlète         | Temps             | Rang   |
| ------- | --------------- | ----------------- | ------ |
| 15 km   | Larry Damon     | 55 min 07 s 2     | 55     |
| 15 km   | Bob Gray        | 53 min 24 s 8     | 48     |
| 15 km   | Mike Elliott    | 52 min 40 s 8     | 41     |
| 15 km   | Mike Gallagher  | 52 min 02 s 4     | 34     |
| 30 km   | Jon Lufkin      | 1 h 51 min 21 s 2 | 55     |
| 30 km   | Charles Kellogg | 1 h 50 min 03 s 7 | 51     |
| 30 km   | Mike Elliott    | 1 h 42 min 22 s 6 | 29     |
| 30 km   | Mike Gallagher  | 1 h 41 min 58 s 2 | 27     |
| 50 km   | Charles Kellogg | 2 h 44 min 00 s 4 | 36     |
| 50 km   | Larry Damon     | 2 h 41 min 25 s 2 | 32     |
| 50 km   | Mike Elliott    | 2 h 40 min 38 s 5 | 30     |
| 50 km   | Mike Gallagher  | 2 h 36 min 26 s 1 | 22     |

| Athlètes                                        | Course            | Course |
| Athlètes                                        | Temps             | Rang   |
| ----------------------------------------------- | ----------------- | ------ |
| Mike Gallagher Mike Elliott Bob Gray John Bower | 2 h 21 min 30 s 4 | 12     |

## Référence
- (en) Cet article est partiellement ou en totalité issu de l’article de Wikipédia en anglais intitulé « United States at the 1968 Winter Olympics » (voir la liste des auteurs).